# Ashtanga Vinyasa Yoga

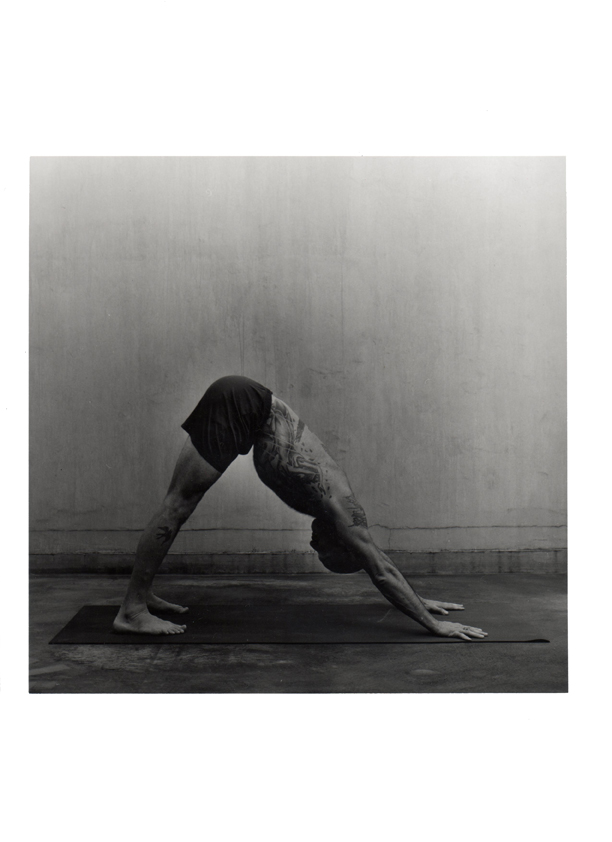
Postura di ashtanga yoga

L'Ashtanga Vinyasa Yoga è una delle diverse pratiche moderne che derivano dall'Hatha Yoga, la pratica Yoga più tradizionale ed ortodossa.
L'Ashtanga è una forma di Yoga dinamico, che viene infatti anche definita come "meditazione in movimento", e questo perché non si tratta di una pratica parziale, solo riferita alla componente fisica, bensì ha molto a che fare anche con il piano spirituale. Negli Yoga Sutra si dice infatti che “lo yoga è il rallentamento e la sospensione delle fluttuazioni della coscienza” (yogah citta vritti nirodha). Nella pratica Ashtanga le posizioni fisse tipiche dell'Hatha, dette asana, si susseguono in un flusso ordinato e continuo, con una grande attenzione alla coordinazione tra respirazione (Ujjay pranayama), sguardo (Drishti) e movimento (Asana, appunto).

## Etimologia
Il termine ashtanga significa letteralmente "8 livelli", in riferimento agli 8 livelli descritti nello Yoga Sutra da Patanjali. Questi sono: discipline etiche (Yama), adempimenti (Nyama), posture (Asana), controllo del respiro (Pranayama), ritrazione dei sensi (Pratyahara), concentrazione (Dharana), meditazione (Dhyana) e contemplazione (Samadhi). Questi livelli sono in interazione l'uno con l'altro; infatti, per esempio, l'asana è la base di una corretta pratica del pranayama, ed è a sua volta la chiave dello sviluppo degli yama e nyama. A loro volta, i primi 4 livelli, che sono vere e proprie azioni fisiche, sono presupposto imprescindibile perché i successivi 4, più spirituali ed interiori, possano evolvere spontaneamente.
Il termine vinyasa, letteralmente, significa "sistema di respiro in movimento"; più comunemente, viene inteso come una speciale maniera di eseguire le asana transitando in modo fluido e dinamico da una posizione all’altra, a differenza del più classico Hatha yoga.
Il sistema del Vinyasa è una struttura basata su una serie di regole, spiegate scientificamente nello Yoga Korunta ovvero:
1. Esiste un numero specifico di respiri per ogni volta che si entra e si esce da una posizione

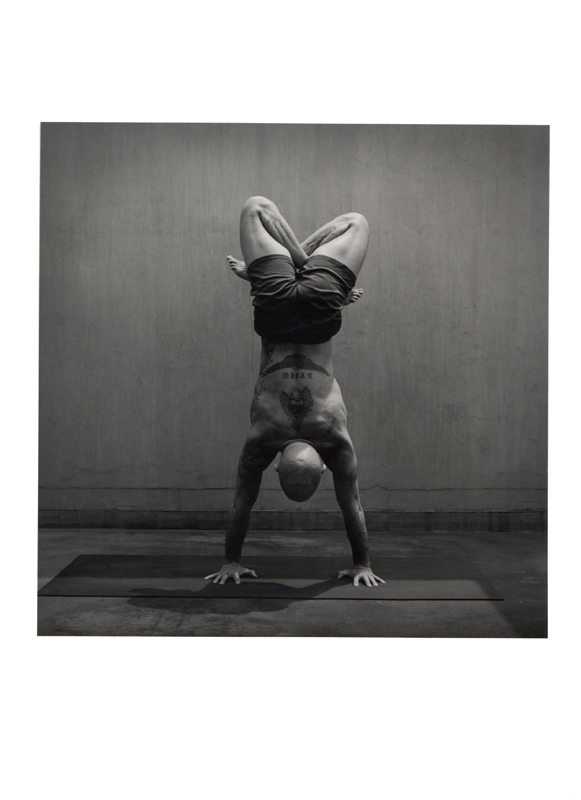
Postura avanzata di ashtanga yoga

2. Sincronizzando i movimenti con il respiro e le contrazioni di determinate parti del corpo si determina un grande calore interno che purifica muscoli e organi interni. Ciò porta ad ottenere un corpo forte e leggero
3. Vinyasa significa collegamento da asana ad asana all’interno di una serie specifica
4. II Vinyasa regola il respiro e determina una più efficace circolazione sanguigna
5. II sistema Vinyasa rinforza ed allinea il corpo
6. Nel focalizzarsi sul lavoro con il corretto numero di vinyasa, la pratica diventa concentrata, il respiro si fa ritmico e il corpo diventa forte e la mente calma
Definiti questi due termini di base, va aggiunto che, mentre l’Ashtanga yoga è sempre basato sui principi del Vinyasa, non tutti i tipi di Vinyasa possono essere raggruppati sotto l'Ashtanga.

## Origini
La pratica dell'Ashtanga è stata codificata e divulgata in tutto il mondo durante il Ventesimo secolo da Krishna Pattabi Jois. Questi, nato il 26 luglio 1915 in un piccolo villaggio dell'India meridionale, ebbe il suo primo contatto con lo yoga nell’autunno del 1927, all’età di dodici anni, quando assistette ad una “lezione-dimostrazione” in una scuola media; pur non potendo capire del tutto il senso di quella pratica, ne rimase estremamente affascinato e il giorno dopo si recò di persona dallo yogi che l'aveva svolta: questi era il grande maestro Tirumali Krishnamacharya, con il quale Pattabhi Jois avrebbe poi studiato per circa venticinque anni.
Tuttavia, la pratica Ashtanga ha origini molto più antiche, riconducibili all'antico manoscritto Yoga Korunta, che Krishnamacharya aveva imparato a memoria direttamente dalla voce del suo maestro, Ramamohana Brahmachari, durante un soggiorno di vari anni presso di lui sull’Himalaya. Korunta significa letteralmente "gruppi", infatti il manoscritto conteneva una lista di molti diversi “raggruppamenti” di vari asana, oltre a istruzioni riguardanti il vinyasa, i drishti, i bandha (chiusure o contrazioni), i mudra (gesti simbolici), e una parte sulla filosofia. Lo Yoga Korunta conteneva anche dei riferimenti allo Yoga Sutra di Patanjali.

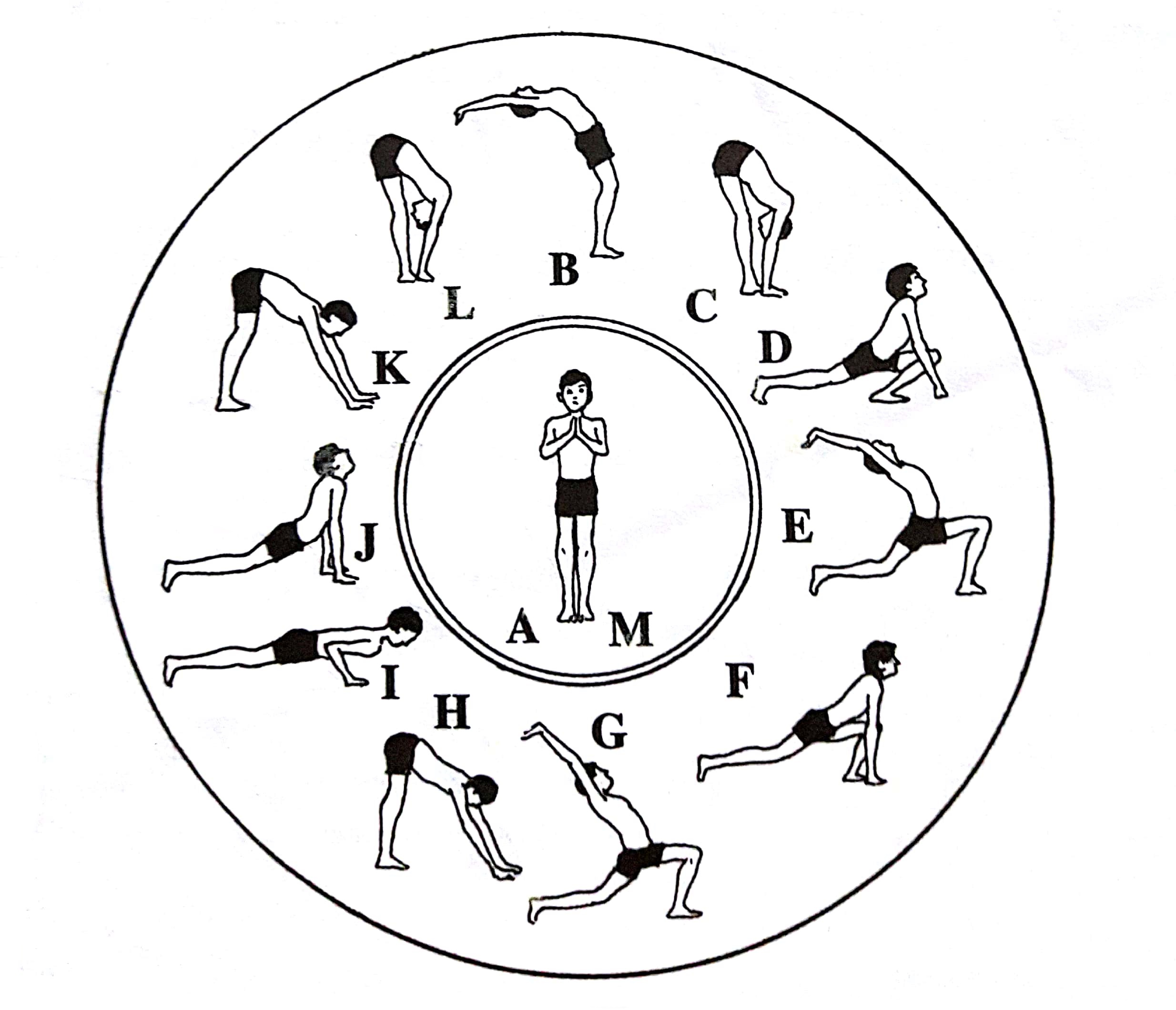
Saluti al sole

Infine, gli stessi Veda, cioè i testi sacri più antichi del genere umano, menzionano la pratica Ashtanga Vinyasa e contengono spiegazioni relative a movimento e respiro, in particolare in riferimento ai saluti al sole, ovvero sequenze di posizioni attraverso cui il corpo prende coscienza di sé.

## Pratica
L'Ashtanga Vinyasa Yoga si basa sul concetto che senza sforzo, stamina e sudore non ci possano essere benefici, cosa che sembra in contraddizione con l'idea più comune e stereotipata di yoga. Ma l'Ashtanga, dinamico e vigoroso, richiede effettivamente anche un reale sforzo fisico, sforzo che porta ad ottenere, con una pratica regolare, un corpo allenato e forte, ma anche morbido e leggero.
La pratica in classe e la pratica individuale dell'Ashtanga Vinyasa Yoga seguono uno schema molto rigoroso, e chi si avvicina a questa disciplina apprende le asana in un ordine sequenziale ben preciso, divise in distinte serie, ognuna con uno specifico scopo psico-fisiologico.
La sequenza di apertura prevede una serie di 8 o 10 saluti al sole, seguita da asana in piedi e, infine, da una delle sei sequenze principali di posture:
- la prima serie (Yoga Chikitsa) ha lo scopo di disintossicare ed allineare il corpo
- la serie intermedia (Nadi Sodhana) ha lo scopo di purificare il sistema nervoso attraverso l'apertura dei cosiddetti "canali energetici"
- la serie avanzata (Stira Bhagah Sampta), che richiede una buona dose sia di forza che di umiltà, ha lo scopo di integrare forza e grazia
Di quest’ultima serie esistono 4 varianti (A, B, C, D), per un totale di 6 sequenze predefinite, una differente per ogni giorno della settimana, incluso il giorno di riposo; l’ashtanga incoraggia infatti la pratica quotidiana.
Ogni serie va appresa alla perfezione prima di poter proseguire con la seguente, e anche l'ordine sequenziale delle asana deve sempre essere rispettato; questo perché ogni posizione è una preparazione per la successiva, dato che sviluppa la forza e l’equilibrio necessari per andare avanti.
L’Ashtanga è dinamico, le posture si trattengono per 5 respiri, e il passaggio tra le posture è fluido; ogni movimento di transizione tra le diverse asana è collegato ad una fase ben precisa di respirazione: si inspira ed espira ogni volta che si entra e si esce da una determinata postura. La respirazione in coniugazione al movimento ha vari e numerosi effetti benefici: scalda il corpo, eliminando tossine tramite la sudorazione, migliora la circolazione, ossigena il sangue e rilassa il sistema nervoso.
E' importante che il movimento non venga interrotto nel corso della pratica, poiché ciò porta il corpo a raffreddarsi e la mente a deconcentrarsi, oltre a far perdere il ritmo della respirazione.
Alla fine della pratica, spesso, si dedica del tempo alla fase di rilassamento.